# Alessia Tresoldi
Pour les articles homonymes, voir Tresoldi.
 (janvier 2021).
Alessia Tresoldi (née le 24 septembre 1998 à Bergame) est une mannequin, influenceuse, actrice et animatrice de télévision italienne.
Elle fait partie du casting du film Reverse,.

## Biographie
Alessia Tresoldi est née à Bergame, en Italie. Elle  est connue sous le nom d'Alefe24. Alessia Tresoldi est un mannequin international représentant différentes marques.
Elle étudie actuellement la biotechnologie pour la santé à université,.

## Filmographie
- Reverse (film)[8], de Mauro John Capece (post-production)[9]